# Paul Kellner
Pour les articles homonymes, voir Kellner.
Paul Kellner (né à Spandau le 6 juin 1890 et mort à Berlin le 3 avril 1972) est un ancien nageur allemand spécialiste des épreuves de dos.

## Jeux olympiques
- Jeux olympiques de 1912 à Stockholm (Suède) :
  -  Médaille de bronze du 100 m dos.